# Кювьеров тукан
Кювьеров тукан (лат. Ramphastos tucanus cuvieri) — подвид белогрудого тукана из семейства тукановых (Ramphastidae). Часть систематиков считают его самостоятельным видом Ramphastos cuvieri.

## Описание
Отличается от других туканов тёмно-красным клювом. Очень похож на остальные подвиды белогрудого тукана, они могут скрещиваться между собой и давать плодовитое потомство. Между подвидами есть отличия во внешнем виде: кювьеров тукан крупнее, чем остальные подвиды.
Питается фруктами, ягодами, а также ящерицами и насекомыми. Может также употреблять в пищу птенцов мелких птиц. В неволе кормят варёными яйцами, кашами, мясом.

## Ареал
Обитает в Южной Америке на территории Боливии, Бразилии, Венесуэлы, Колумбии, Перу и Эквадора.